# Secret Passage
Secret Passage és una pel·lícula de 2004 escrita i dirigida per Ademir Kenovic i protagonitzada per John Turturro, Katherine Borowitz, Tara Fitzgerald i Hannah Taylor-Gordon.

## Argument
La pel·lícula comença el 1492 a Espanya. Els jueus estan sent perseguits per tot arreu. Tenen dues opcions: convertir-se o anar a judici i ser executats. Elisabet (Katherine Borowitz) i Clara (Tara Fitzgerald) es troben enmig del terror. Encara que van ser batejades a la força, les germanes són perseguides per la cristiandat fins que arriben a Venècia. Aquí, Elisabet organitza un passatge secret per donar refugi als refugiats que escapen de la Inquisició. Elisabet decideix que, per seguretat, la seva família ha de volar a Istanbul, l'únic lloc on no són perseguits els jueus. Clara es nega a anar-se'n, perquè està enamorada d'un venecià anomenat Paulo Zane (John Turturro). Quan Elisabet |tracta d'obligar a Clara a traslladar-se a Istanbul, Clara s'enfurisma. Enmig del malentès, la jove filla de Clara, Victoria (Hannah Taylor-Gordon), és capturada.

## Repartiment
- John Turturro és Paulo Zane
- Tara Fitzgerald és Clara
- Katherine Borowitz és Elisabet
- Anton Rodgers és Foscari
- Hannah Taylor-Gordon és Victoria
- Ronald Pickup és De Monte
- Richard Harrington és Joseph
- Seymour Matthews és Ruben
- Marc Pickering és Andrea Zane
- Carmen Sorrenti és Francesca
- Adam Kotz és Inquisitor
- Alassandra Costanzo és Maid Benviniste